# 西德尼·佩吉特
西德尼·愛德華·佩吉特（英語：Sidney Edward Paget，1860年10月4日—1908年1月28日）是一位英國維多利亞時代的插畫家，最知名的成就是為柯南·道爾的福爾摩斯探案繪製插圖，樹立了福爾摩斯的經典形象。他的兩位兄長亨利與華特也都是著名插畫家。

## 生平
西德尼·佩吉特出生於倫敦，自幼就開始畫畫。1881年進入皇家藝術學院就讀。
1893年，他與農場主威廉·豪恩斯弗爾德的女兒伊迪絲·豪恩斯弗爾德結婚，柯南·道爾還以大偵探福爾摩斯的名義致贈一個銀烟盒。1908年，西德尼於馬蓋特病逝，年僅47歲；遺體葬於馬里波恩公墓（現更名為東芬奇利公墓）。

## 福爾摩斯
1891年，當《福爾摩斯冒險史》在《岸邊雜誌》連載完畢、將要彙整時，編輯本想託請西德尼的兄長華特來繪製插圖，但不慎將邀請信寄給了西德尼；而西德尼就將華特的相貌作為福爾摩斯的原型（但後來亨利·佩吉特卻認為西德尼並沒將華特或其他人作為模特來畫福爾摩斯）。
在之前《血字的研究》插圖（由作者柯南·道爾父親查爾斯·亞特蒙·道爾所繪）中的福爾摩斯是有鬍子的，但西德尼所繪的福爾摩斯則沒有鬍子，且增添了獵鹿帽和蘇格蘭斗篷大衣。至今他畫筆下的福爾摩斯造型已深入人心。
專家詹姆斯·蒙哥馬利曾如此評價西德尼·佩吉特的插圖：「多高的評價都不算过分，他耗盡心血，讓成千上萬的人腦海中樹立起福爾摩斯、華生以及『永遠的1895年』黄金時代的影像，即便在60年之后還是如此。從那時到現在，就再没有第二个個象他那样被英語讀者所接受。」

## 外部連結
- Sidney Paget的作品  - 古騰堡計劃
- 互联网档案馆中西德尼·佩吉特的作品或与之相关的作品
- Sidney Paget在国会图书馆管理局的纪录，有10条目录ue纪录